# American VI: Ain't No Grave
American VI: Ain't No Grave es el último álbum póstumo del cantante estadounidense de country Johnny Cash, publicado en 2010. Como sus predecesores American Recordings, Unchained, American III: Solitary Man, American IV: The Man Comes Around y American V: A Hundred Highways, American VI fue producido por Rick Rubin y publicado por la discográfica American Recordings. 
En los meses previos a su fallecimiento, acaecido el 12 de septiembre de 2003, Cash grabó alrededor de 50 canciones. Según Rubin, se reunió suficiente material para lanzar dos álbumes de calidad. Uno de ellos fue su antecesor, American V: A Hundred Highways.
El sencillo que inicia el álbum, Ain't No Grave (Can Hold My Body Down), un antiguo góspel compuesto por Claude Ely fue la última canción que grabó y en la que más sentimientos expresó hacia su inminente muerte. La canción de Sheryl Crow, Redemption Day también fue grabada semanas antes de su muerte.

Doug Kershaw le dijo al público en 2006 que había escuchado una grabación de Cash de una de las canciones más populares de Kershaw, Lousiana Man pero ésta finalmente no fue incluida en el álbum. American VI salió a la venta el 26 de febrero de 2010.

## Canciones
1. "Ain't No Grave (Gonna Hold This Body Down)" (Claude Ely; acreditada como Tradicional) – 2:53. Grabada originalmente por Ely en 1953.
2. "Redemption Day" (Sheryl Crow) – 4:22. Grabada originalmente por Crow para el álbum Sheryl Crow (1996).
3. "For the Good Times" (Kris Kristofferson) – 3:22. Grabada originalmente por Kristofferson para el álbum Kristofferson (1970).
4. "I Corinthians 15:55" (Johnny Cash) – 3:38
5. "Can't Help but Wonder Where I'm Bound" (Tom Paxton) – 3:26. Grabada originalmente por Paxton for the album Ramblin' Boy (1964).
6. "A Satisfied Mind" (Red Hayes, Jack Rhodes) – 2:48. Grabada originalmente por Porter Wagoner en 1955.
7. "I Don't Hurt Anymore" (Don Robertson, Walter E. Rollins) – 2:45. Grabada originalmente por Hank Snow en 1954 y también fue un éxito R&B para Dinah Washington el mismo año.
8. "Cool Water" (Bob Nolan) – 2:53. Escrita por Nolan en 1936; la versión más famosa es de The Sons of the Pioneers en 1948.
9. "Last Night I Had the Strangest Dream" (Ed McCurdy) – 3:14. Grabada originalmente por McCurdy en 1950
10. "Aloha Oe" (Queen Lili'uokalani) – 3:00. Escrita por Lili'uokalani en 1877; grabada por Elvis Presley en 1961 para Blue Hawaii.